# Checklista
En checklista är ett verktyg som ofta används för att minimera fel och misstag genom att kompensera för människans begränsade minne och uppmärksamhet. Det medger konsekvens och fulländning när vissa arbeten ska utföras. Ett enkelt exempel är "att göra"-listan. Ett mer avancerat exempel är ett schema - en lista av jobb som ska utföras vid vissa tidpunkter på dagen.
Ordet "checklista" är belagt i svenska språket sedan 1959.

## Användningsområden

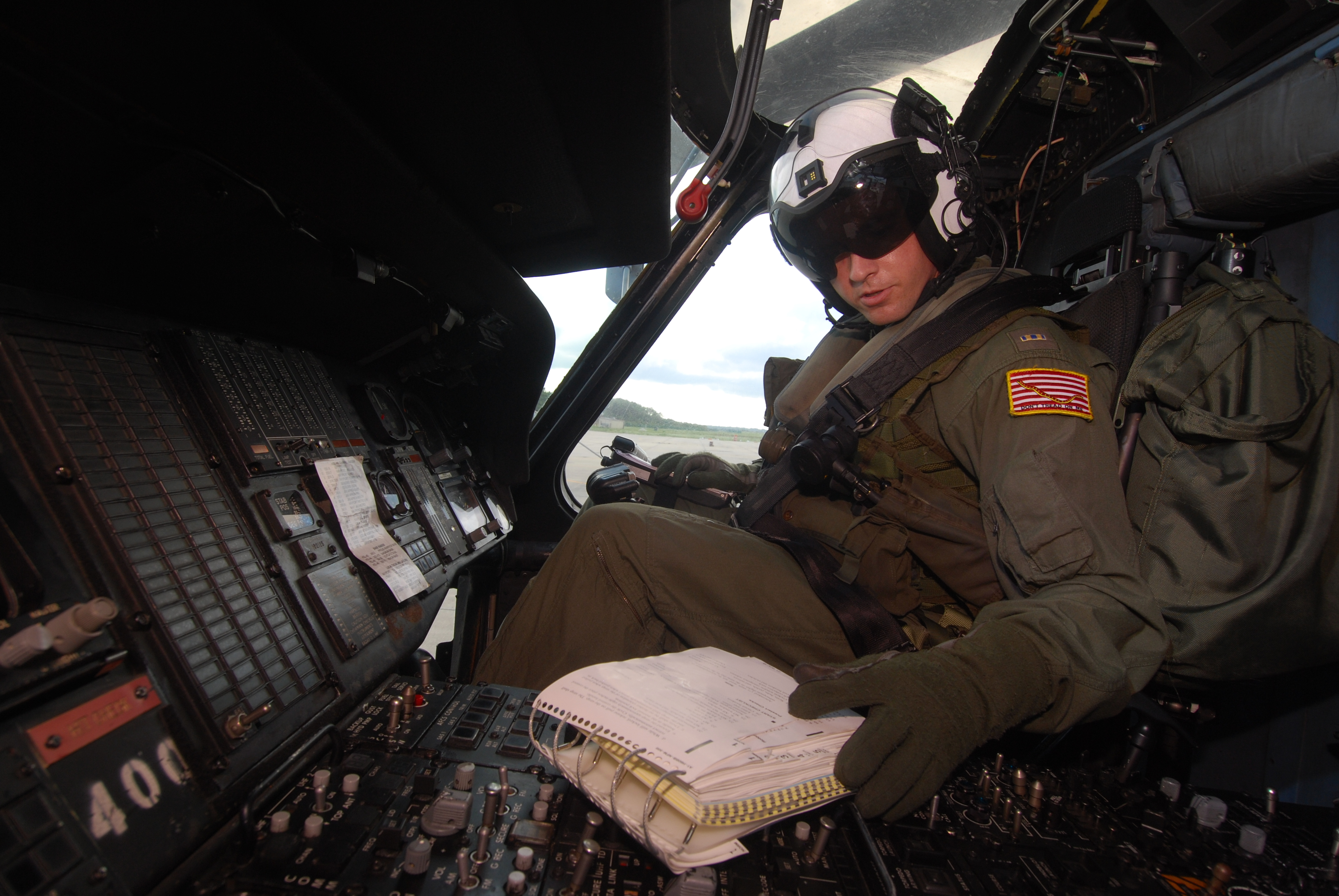
En pilot på en SH-60 Seahawkhelikopter granskar sin checklista.

- Inom flygtrafiken används ofta startchecklistor och landningschecklistor för att säkerställa att en lång rad säkerhetspunkter har kontrollerats
- Inom sjukvården används checklistor som hjälp för att följa kliniska riktlinjer
- Inom mjukvarutillverkning används checklistor för att till exempel kontrollera att mjukvaruprocesser följer riktlinjer och att den skrivna källkoden följer utlagda standardiseringar
- Inom industrin används checklistor för att standardisera procedurer
- Inom rättsväsendet används checklistor för att båda sidor i till exempel ett civilfall ska kunna veta att oppositionen har följt samma procedurer
- Inom det systematiska arbetsmiljöarbetet som enligt arbetsmiljölagen ska bedrivas på alla arbetsplatser, används checklistor som en hjälp att kontrollera att eventuella risker i arbetsmiljön har förebyggts eller åtgärdats.
- Inom städning används checklistor för att effektivisera och säkerställa att inga ytor missas, till exempel checklista för veckostädning.

## Format
Checklistor är vanligen listor med små ihåliga fyrkanter (checkboxar) till höger eller vänster på sidan. Användaren skriver vanligtvis ett tecken i motsvarande fyrkant för varje steg i checklistan som slutförts.